# قسم ميزدج عليا الريفي (مقاطعة فارسان)
قسم ميزدج عليا الريفي (بالفارسية: دهستان میزدج علیا) هي منطقة ريفية تقع في قسم في إيران. يقدر عدد سكانها بـ 14,366 نسمة .